# Light Reflections
Light Reflections foi uma banda brasileira que teve destaque nos anos 1970. 
Surgiu em 1972 em São Paulo com o nome Tobruk, e era formada por André Barbosa Filho (vocal e guitarra, usava o pseudônimo Brian Anderson), Marc Mane (órgão e guitarra), Ricky Taylor (baixo, piano e moog) e Billy Rogers (bateria). Por exigência contratual, o grupo cantava em inglês.
Seu maior sucesso foi "Tell me Once Again", que fez parte da trilha sonora da novela Uma Rosa com Amor, da TV Globo, e rendeu uma vendagem de um milhão de cópias do LP One Way, lançado em 1973, além de vários shows pela América Latina. A música teve ainda uma versão em português, "Calúnias" (conhecida pelo refrão "Telma eu não sou gay"), que foi gravada pelo grupo João Penca e Seus Miquinhos Amestrados e pelo cantor Ney Matogrosso.
Outra música do grupo, "Welcome, Welcome", integrou a trilha internacional de O Semideus (1974). Em sua carreira, o Light Reflections gravou 2 LPs e 8 compactos.